# Teodora Komnena (córka Bazylego)
Teodora Komnena (grec. Μαρία Μεγάλη Κομνηνή, XIV w.) – książniczka trapezuncka.

## Życiorys
Była córką Bazylego Komnena (1332-1340) i Ireny z Trapezuntu. W 1358 poślubiła Hajji 'Umara, emira Chalybii.